# 伊格纳西奥·博利瓦尔
伊格纳西奥·博利瓦尔-乌鲁蒂亚（西班牙語：Ignacio Bolívar y Urrutia，西班牙語發音：[iɣˈnasjo βoˈliβaɾjuˈrutja]），西班牙博物学家和昆虫学家，也是西班牙昆虫学的奠基人之一。他帮助创建了西班牙皇家自然史学会，撰写了300多本书籍，发现了1000多个新物种和200多个新属。西班牙内战后，民族主义政府严厉镇压共和党激进分子及其同情者，他被流放到墨西哥，后获得了墨西哥国立自治大学荣誉博士学位。在墨西哥，其将大部分精力投入于昆虫学中，并于1940年创办了《科学》杂志。